# エイコサン
エイコサン（Icosane、別名イコサン、アイコサン 英：Eicosane）は、炭素数が20のアルカン（飽和炭化水素）に分類される有機化合物である。n-エイコサンの場合、構造式は CH3(CH2)18CH3。異性体の数は366319。n-エイコサンは、ジデシルとも呼ばれる。
エイコサンは、引火点が高くて燃料には不適であり、石油化学工業的にはほとんど用途がない。なお引火点は186.5℃である。n-エイコサンは蝋燭に含まれる成分で最も炭素鎖の短い化合物である。